# Cechenena helops
Cechenena helops är en fjärilsart som beskrevs av Walker 1856. Cechenena helops ingår i släktet Cechenena och familjen svärmare. Inga underarter finns listade i Catalogue of Life.

## Beskrivning

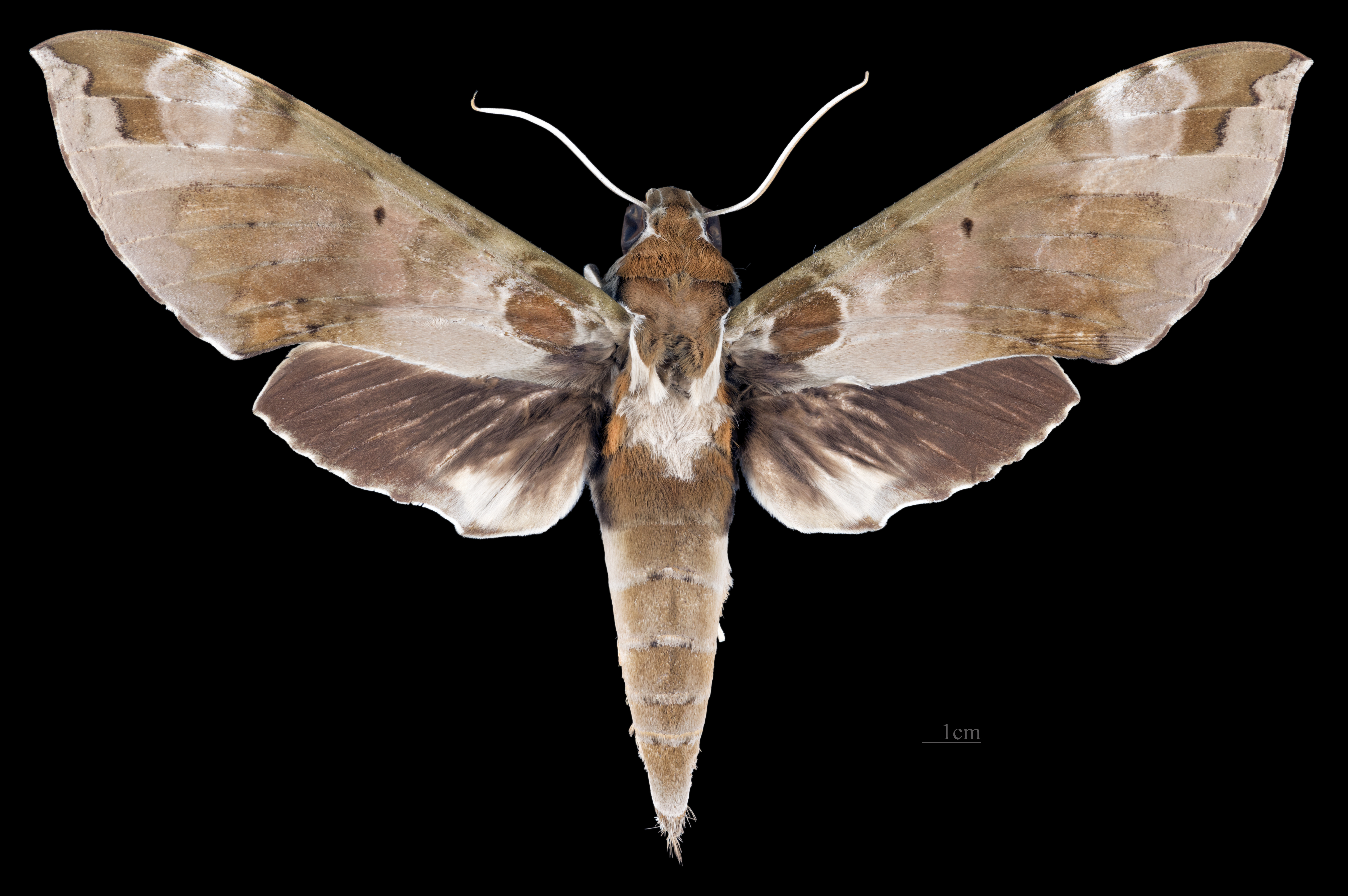
Cechenena helops helops  ♀
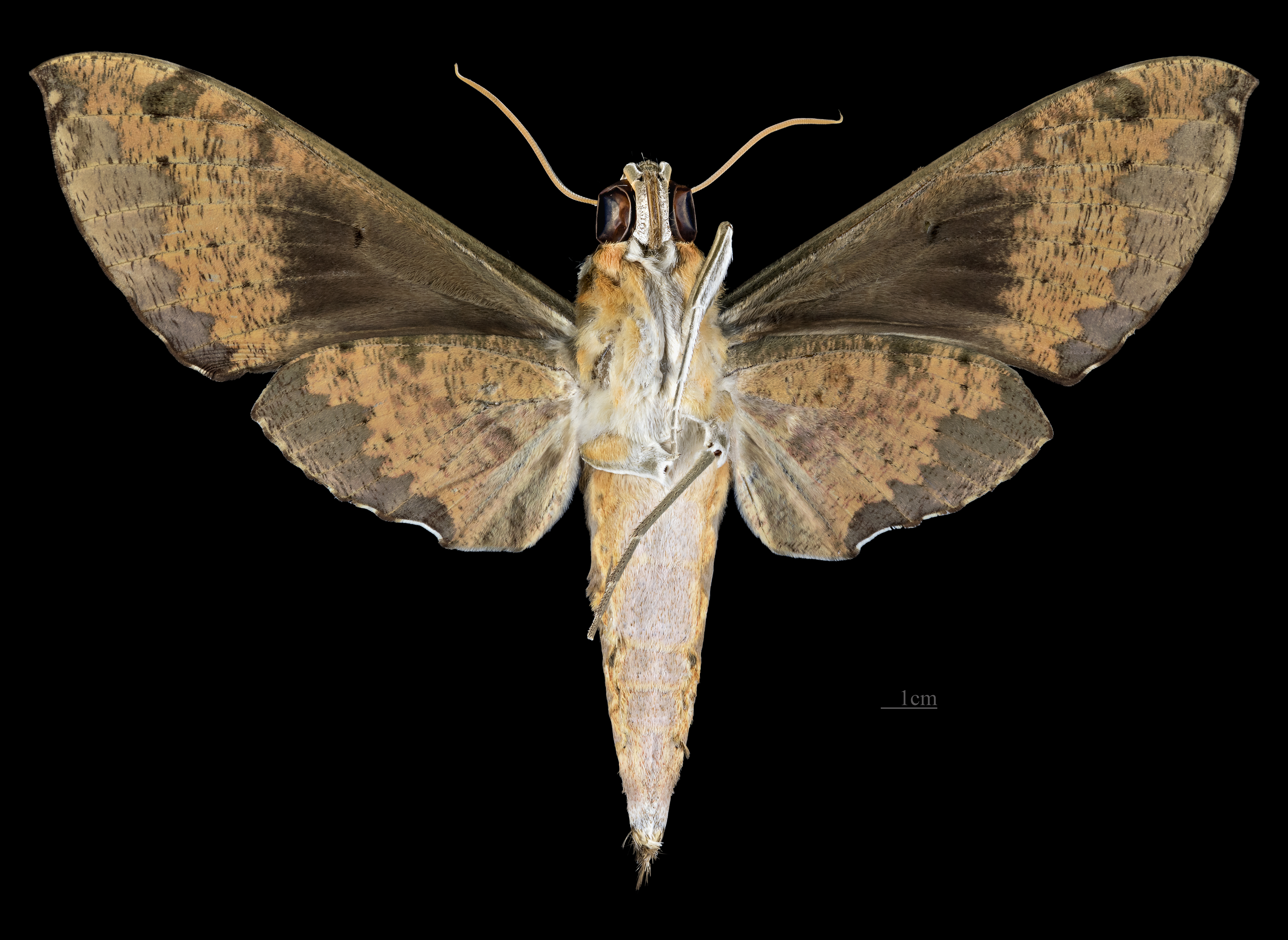
Cechenena helops helops ♀ △

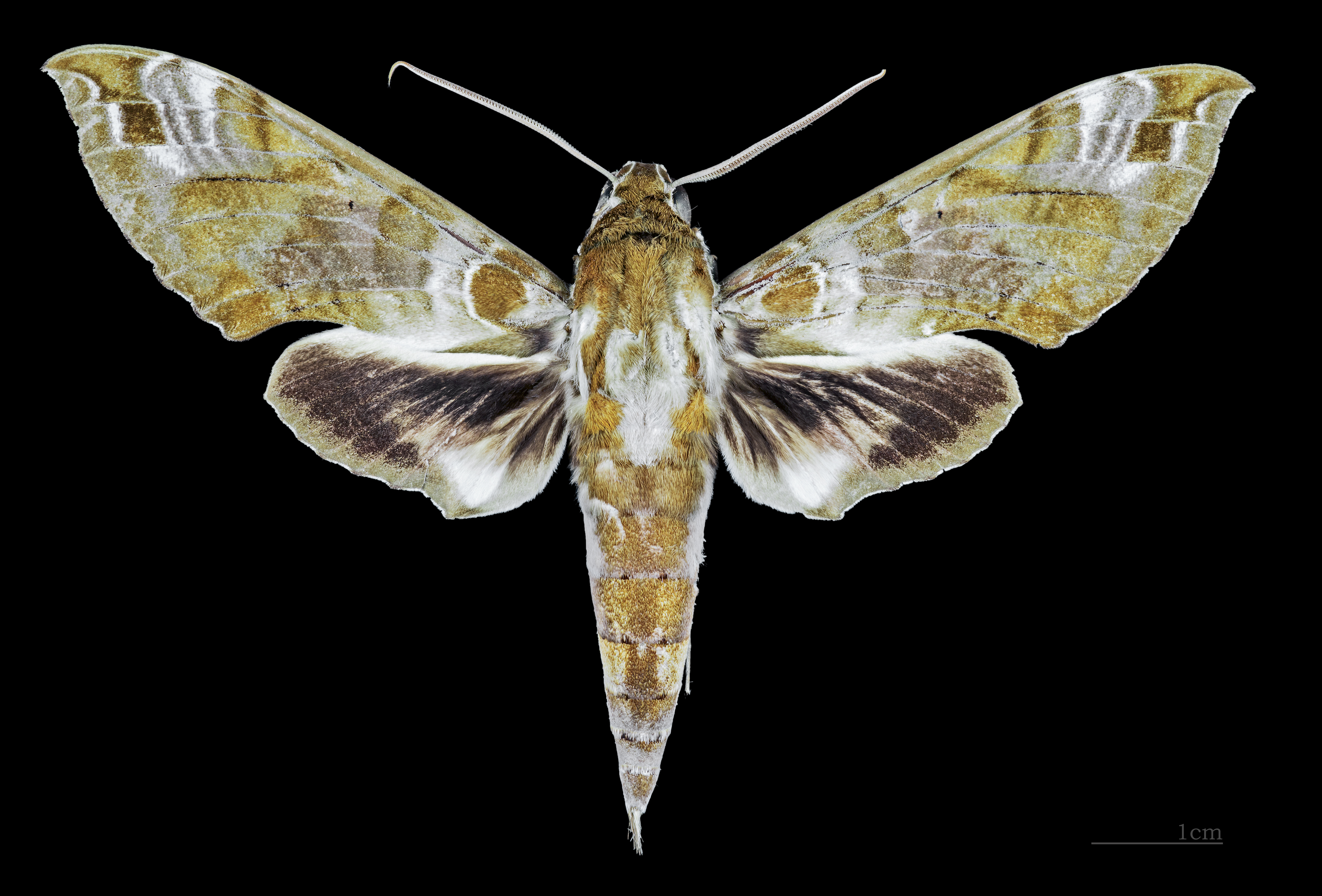
Cechenena helops papuana ♂
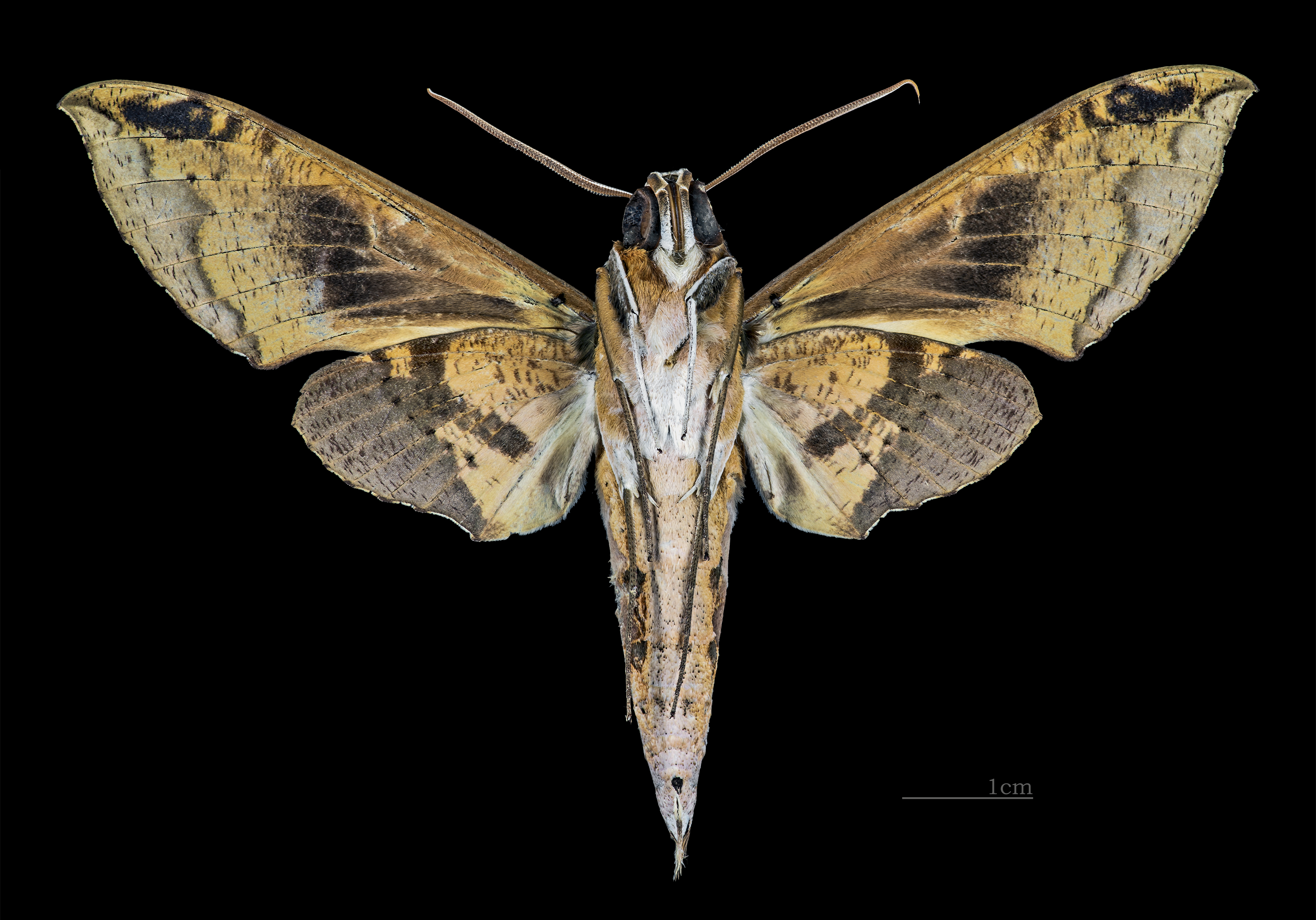
Cechenena helops papuana ♂   △